# Arbre aux quarante fruits différents
L'arbre aux quarante fruits est un arbre créé par le professeur Sam Van Aken de l'université de Syracuse (État de New-York) par la technique de la greffe.
Chaque arbre produit quarante variétés de fruits à noyau, du genre Prunus, mûrissant tour à tour de juillet à octobre aux États-Unis,.

## Historique
Sam Van Aken est professeur agrégé de sculpture à l'Université de Syracuse.
C'est un artiste contemporain qui travaille au-delà de la création artistique traditionnelle et développe de nouveaux projets dans les domaines de la communication, de la botanique et de l'agriculture.
Aken est artiste en résidence en 2018 au Centre artistique McColl (McColl Center for Art + Innovation) à Charlotte, en Caroline du Nord.
Sa famille est Pennsylvania Dutch, il a grandi dans la ferme familiale.

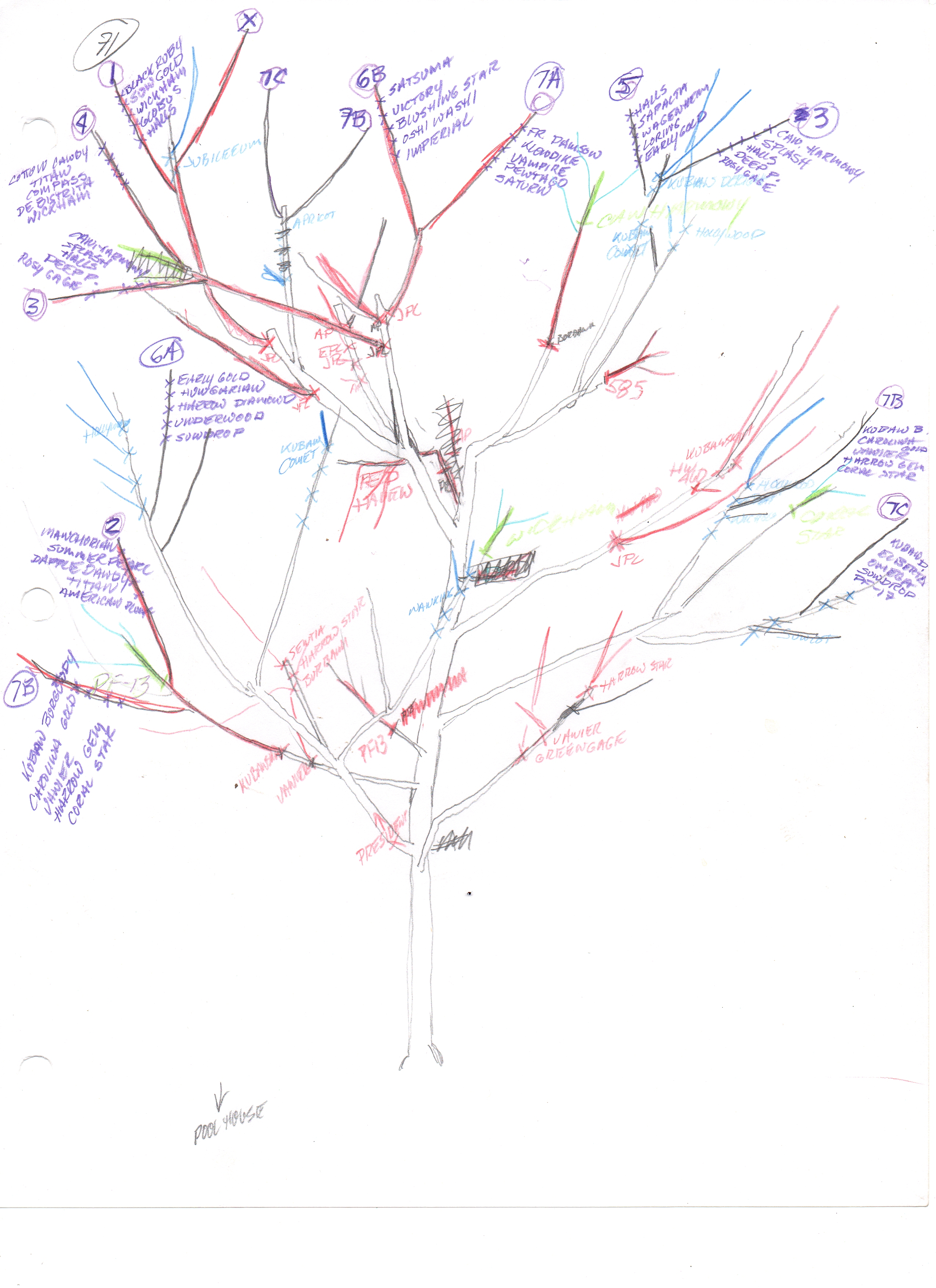
Le diagramme planifié de l'arbre n°71.

En 2008, alors qu'il recherchait des spécimens pour créer un arbre à fleurs multicolores dans le cadre d'un projet artistique, Van Aken a acquis le verger de 3 acre (1,21 ha) de la Station agricole expérimentale de l'État de New York, qui fermait ses portes en raison de réductions de financement,. Il a commencé à greffer des bourgeons de certaines des plus de 250 variétés patrimoniales cultivées sur place, certaines uniques, sur un porte-greffe. Au cours d'une période d'environ cinq ans, l'arbre a accumulé des branches de quarante arbres "donneurs" différents, chacun avec un fruit différent, dont des variétés d'amande, abricot, cerise, nectarine, pêche et prune.
Chaque printemps, la floraison de l'arbre est un mélange de différentes nuances de rouge, de rose et de blanc.

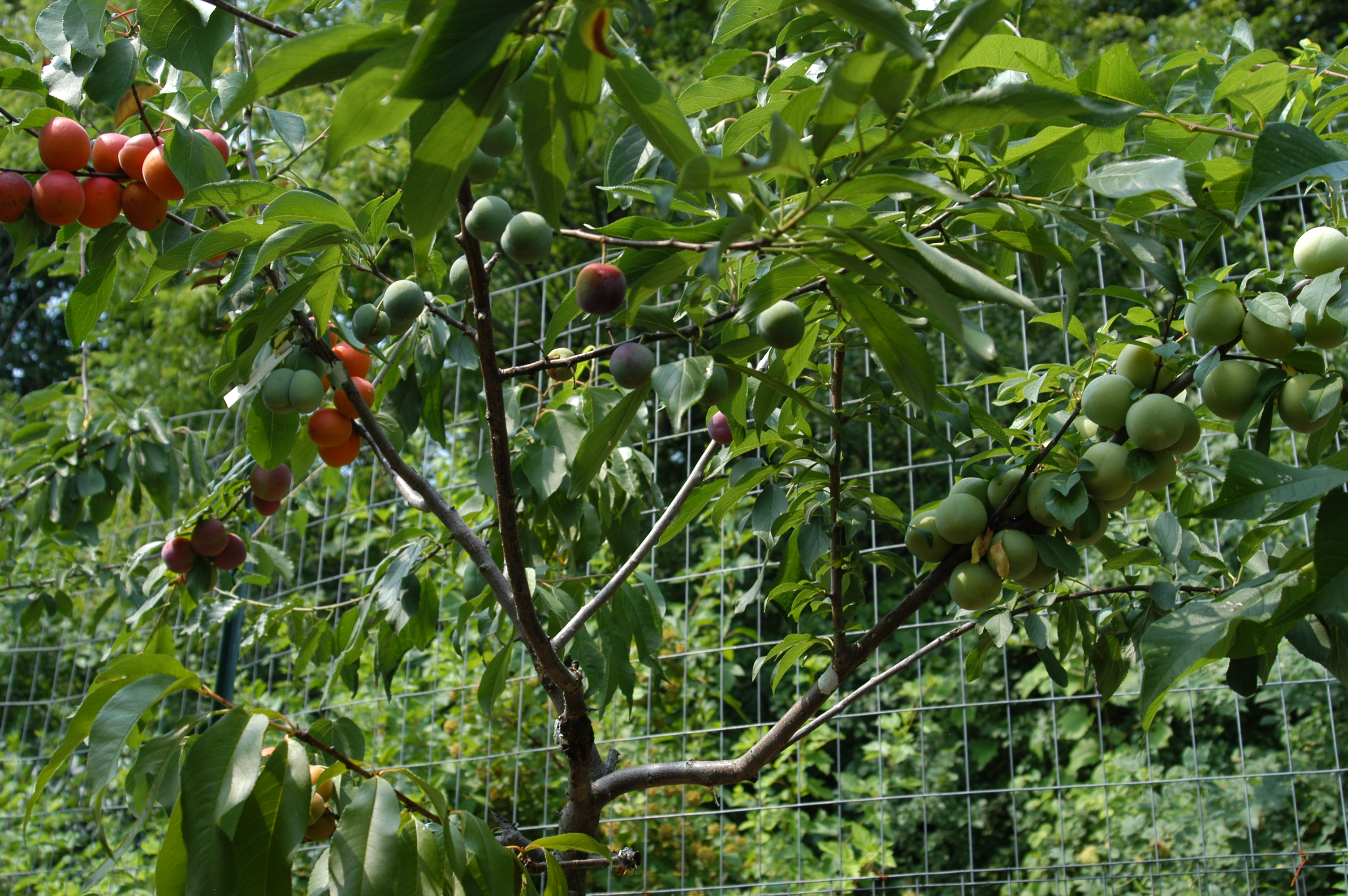
Un arbre aux quarante espèces de fruits en production dans la pépinière de l'artiste.

L'arbre aux 40 fruits est conçu à l'origine comme un projet artistique. Sam Van Aken espérait surprendre car l'arbre présente différentes sortes de fleurs au printemps et différents types de fruits en été. Par ailleurs, le projet témoigne également de l'évolution des pratiques agricoles au fil des siècles.
Cette façon de procéder n'est pas sans rappeler les « sulcudus » créés par Miguel Sulcudor à Vigo en Espagne dans les années 1970. Des aubépines ont ainsi été greffées de poiriers, aubépines roses, néfliers... De même, en Bretagne, des aubépines donnent plusieurs sortes de fleurs et de fruits sur le même arbre[réf. souhaitée].

## Distribution

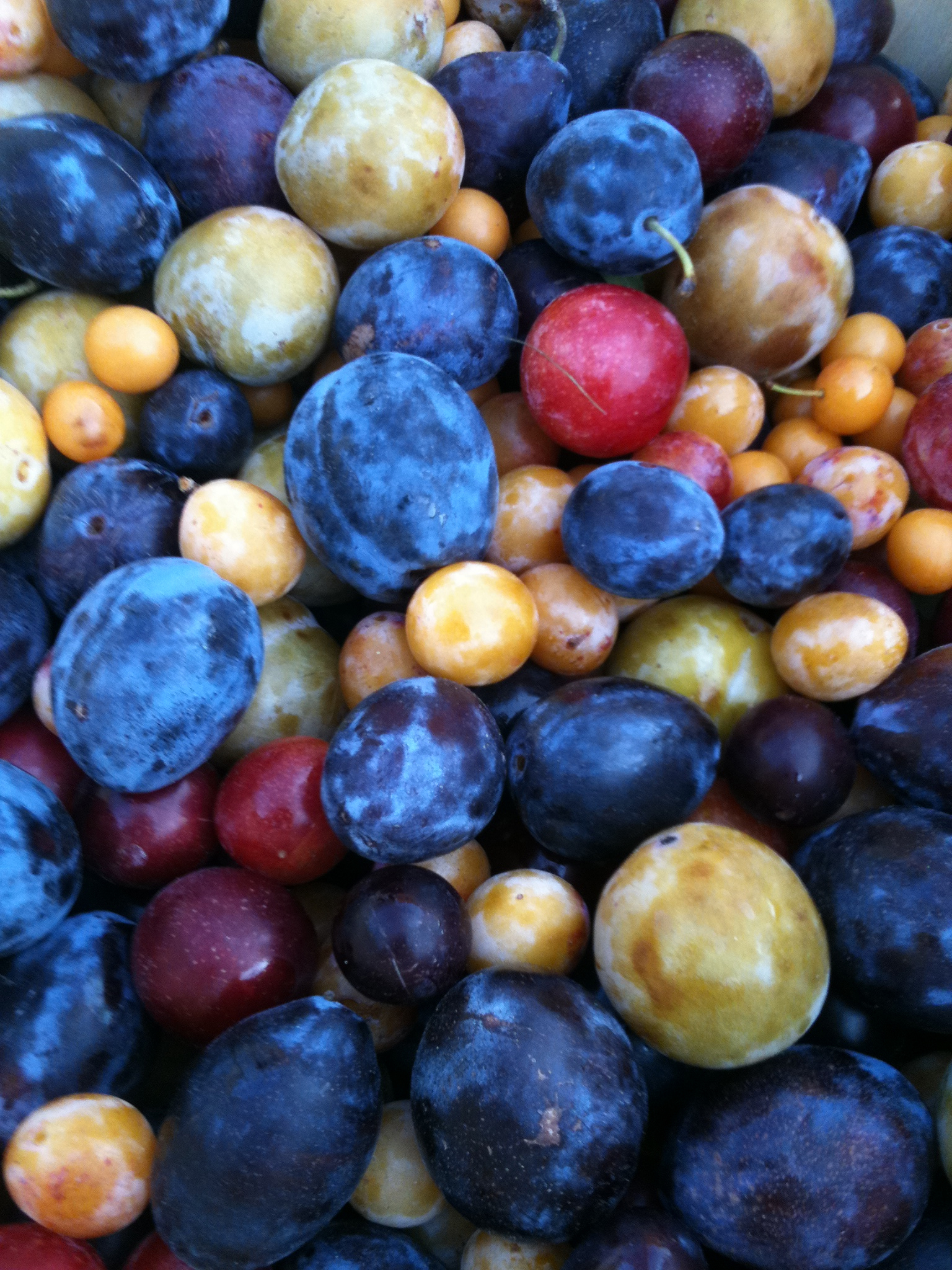
Les variétés récoltées sur un seul arbre en une semaine, en août 2011.

En 2014, Van Aken a déjà produit 16 arbres de 40 fruits, installés dans divers lieux privés et publics, notamment des jardins communautaires, des musées et des collections privées.
Ses arbres sont implantés à Newton (Massachusetts), Pound Ridge (New York), Short Hills (New Jersey), Bentonville et San José (Californie).
Son souhait est de multiplier les vergers en ville avec ses arbres.